# Sascha Heyer
Sascha Heyer (ur. 21 lipca 1972 w Zurychu) – szwajcarski siatkarz plażowy, wicemistrz Świata z 2005 roku wraz z Paulem Lacigą oraz wielokrotny medalista Mistrzostw Europy z Markusem Eggerem. Razem z Sébastienem Chevallierem uczestniczył na Igrzyskach Olimpijskich w 2012, gdzie odpadł w 1/8 finału.